# إنجي شرف
إنجي شرف (24 نوفمبر 1978 -)، ممثلة مصرية.

## عن حياتها
نشأت في «حي مصر الجديدة»، وهي ابنة اللواء «أحمد سامح»، ولها أخت من والدتها هي الممثلة الجزائرية نغم فتوكي، وخالتها هي المغنية وردة الجزائرية. تخرجت من قسم إدارة الأعمال من «جامعة سيتي الأمريكية».

### بدايتها
فازت بلقب الوصيفة الأولى في مسابقة ملكة جمال مصر، وعملت في الإعلانات لمدة عام حتى اكتشفها المخرج منير راضي وقدمها ببعض الأعمال الفنية من أعمال تلفزيونية وسينمائية واصلت مشوارها بالعمل الفني كممثلة بعد ذلك.

### حياتها الأسرية
تزوجت من المذيع "هشام بهي" في عام 2007، وأنجبت إبناهما "زين" بعام 2008، ثم انفصلت عنه. أعلنت في يناير 2020 عن خطوبتها على رجل الأعمال "يحيى الشناوي"، من خلال حسابها الشخصي على موقع إنستجرام.

## أعمالها

### من المسلسلات
| - الضاهر: 2017 - سلسال الدم: - حورية - سلسال الدم: (ج2، 3) (2015، 2016)- حورية - جراب حواء: 2016 - حارة اليهود: 2015 - أهل إسكندرية: 2014 - الركين: 2013- رجاء - رحيل مع الشمس: 2010 - بالشمع الأحمر: 2010- لبنى مسعود - عمارة يعقوبيان: 2007- سعاد | - حدائق الشيطان: 2006 - العندليب: 2006- سميرة زوجة إسماعيل شبانة - قضية نسب: 2006- ميريهان - ولم تنس أنها امرأة: 2006 - أسلحة دمار شامل: 2006 - زهرة في الأرض البور: 2005 - ريا وسكينة: 2005- أنيسة - رمال: 2004 - السيرة العاشورية الحرافيش: (ج1) (2002) - الطريق إلى الحقيقة: 2002 | - رجل في زمن العولمة: 2002- زينب - نساء في الغربة: 2000 - الوشاح الأبيض: 2000- فتكات - الجاني مي: 2000 - ربما نلتقى: 1999 - القنفد: 1997 - سر الأرض: 1994 - يا عزيزي كلنا لصوص - أحلام العصافير |

### من الأفلام
- باباراتزي (للحب حكاية): 2015
- الفرح: 2009
- رانديفو: 2001- عبير زميلة معتز في الكلية
- جرانيتا: 2001
- الشرف: 2000- فاطمة زوجة فتحي
- النمس: 2000- صديقة قسمت
- فتاة من اسرائيل: 1999- داليا
- إسماعيلية رايح جاي: 1997
- غلطة العمر واحدة: ناديه نشأت

### أخرى
- مسرحية شيء في صبري: 2002
- فوزاير أبيض وإسود تاني: 1997
- المتهم مين- سهرة تليفزيونية

## روابط خارجية
- إنجي شرف على موقع الدهليز
- إنجي شرف على موقع قاعدة بيانات الأفلام العربية